# Cichlasoma minckleyi
Cichlasoma minckleyi é uma espécie de peixe da família Cichlidae.
É endémica do México.